# Sweet Dreams (album Don Gibson)
| Recensione | Giudizio |
| ---------- | -------- |
| AllMusic   |          |

Sweet Dreams è un album del cantante e chitarrista statunitense Don Gibson, pubblicato nel gennaio del 1961 dalla RCA Victor Records.

## Tracce

### LP
(1961, RCA Victor Records, LPM-2269/LSP-2269)
Lato A (L2WY-0316)
1. Hurtin' Inside – 2:15 (Brook Benton, Clyde Otis, Cirino Colacrai, Teddy Randazzo) – Registrato il 22 luglio 1960
2. The World Is Waiting for the Sunrise – 2:40 (testo: Eugene Lockhart – musica: Ernest Seitz) – Registrato il 22 luglio 1960
3. Far, Far Away – 2:09 (Don Gibson) – Registrato il 23 maggio 1960
4. Sweet Dreams – 1:53 (Don Gibson) – Registrato il 22 luglio 1960
5. What About Me – 2:09 (Don Gibson) – Registrato il 22 luglio 1960
6. What's the Reason I'm Not Pleasin' You – 1:56 (testo: Coy Poe, Jimmie Grier – musica: Earl Hatch, Pinky Tomlin) – Registrato il 22 luglio 1960

Durata totale: 13:02
Lato B (L2WY-0317)
1. My Tears Don't Show – 2:28 (Carl Butler) – Registrato il 22 luglio 1960
2. A Legend in My Time – 2:22 (Don Gibson) – Registrato il 23 maggio 1960
3. The Next Voice You Hear – 3:04 (Cindy Walker) – Registrato il 22 luglio 1960
4. Foolish Me – 2:11 (Tom A LeMay) – Registrato il 22 luglio 1960
5. Time Hurts (As Well As It Heals) – 2:11 (Don Gibson) – Registrato il 22 luglio 1960
6. Maybe Tomorrow – 2:24 (Don Everly, Phil Everly) – Registrato l'8 ottobre 1959

Durata totale: 14:40

## Formazione
- Don Gibson – voce, chitarra

### Gruppo
- Chet Atkins – chitarra (A1, A2, A3, A4, A5, A6, B1, B2, B3, B4 e B5)
- Velma Smith – chitarra (A1, A2, A4, A5, A6, B1, B3, B4 e B5)
- Hank Garland – chitarra (A3, B2 e B6)
- Jimmie Selph – chitarra (A3, B2 e B6)
- Floyd Cramer – pianoforte (in tutti i brani)
- Branton Banks – organo (A1, A2, A4, A5, A6, B1, B3, B4 e B5)
- Junior Huskey – contrabbasso (in tutti i brani)
- Troy Hatcher – batteria (A1, A2, A4, A5, A6, B1, B3, B4 e B5)
- Buddy Harman – batteria (A3, B2 e B6)
- Anita Kerr Singers (gruppo vocale) – cori (A1, A2, A4, A5, A6, B1, B3, B4, B5 e B6)
- The Jordanaires (gruppo vocale) – cori (A3 e B2)[3]

### Produzione
- Chet Atkins – produzione
- Registrazioni effettuate al RCA Victor Studio di Nashville, Tennessee
- Bill Porter – ingegnere delle registrazioni
- Jack Clement – note retrocopertina album originale[4]

## Classifica
Singoli
| Anno | Titolo del brano | Classifica | Posizione raggiunta |
| ---- | ---------------- | ---------- | ------------------- |
| 1960 | Far Far Away     | Hot 100    | 72                  |
| 1960 | Sweet Dreams     | Hot 100    | 93                  |
| 1961 | What About Me    | Hot 100    | 100                 |